# Episodi di Metropolitan Police (quinta stagione)
La quinta stagione della serie televisiva Metropolitan Police è stata trasmessa in anteprima nel Regno Unito dalla Independent Television tra il 3 gennaio 1989 e il 28 dicembre 1989.
| nº  | Titolo originale               | Titolo italiano | Prima TV UK       | Prima TV Italia |
| --- | ------------------------------ | --------------- | ----------------- | --------------- |
| 1   | Getting It Right               |                 | 3 gennaio 1989    |                 |
| 2   | A Reflection of Glory          |                 | 5 gennaio 1989    |                 |
| 3   | One to One                     |                 | 10 gennaio 1989   |                 |
| 4   | The Mugging and the Gypsies    |                 | 12 gennaio 1989   |                 |
| 5   | The Chain of Command           |                 | 17 gennaio 1989   |                 |
| 6   | Life and Death                 |                 | 19 gennaio 1989   |                 |
| 7   | Hothead                        |                 | 24 gennaio 1989   |                 |
| 8   | Steamers                       |                 | 26 gennaio 1989   |                 |
| 9   | Duty Elsewhere                 |                 | 31 gennaio 1989   |                 |
| 10  | Saturday Blues                 |                 | 2 febbraio 1989   |                 |
| 11  | N. F. A.                       |                 | 7 febbraio 1989   |                 |
| 12  | The Price You Pay              |                 | 9 febbraio 1989   |                 |
| 13  | The Key of the Door            |                 | 14 febbraio 1989  |                 |
| 14  | Cock-Up                        |                 | 16 febbraio 1989  |                 |
| 15  | Repercussions                  |                 | 21 febbraio 1989  |                 |
| 16  | A Death in the Family          |                 | 23 febbraio 1989  |                 |
| 17  | In the Frame                   |                 | 28 febbraio 1989  |                 |
| 18  | A Good Result                  |                 | 2 marzo 1989      |                 |
| 19  | Conscience                     |                 | 7 marzo 1989      |                 |
| 20  | Sunday, Sunday                 |                 | 9 marzo 1989      |                 |
| 21  | Climate                        |                 | 14 marzo 1989     |                 |
| 22  | Bad Company                    |                 | 16 marzo 1989     |                 |
| 23  | Suspicious Minds               |                 | 21 marzo 1989     |                 |
| 24  | Intuition                      |                 | 23 marzo 1989     |                 |
| 25  | Loss                           |                 | 28 marzo 1989     |                 |
| 26  | Procedure                      |                 | 30 marzo 1989     |                 |
| 27  | Luck of the Draw               |                 | 4 aprile 1989     |                 |
| 28  | No Strings                     |                 | 6 aprile 1989     |                 |
| 29  | Fools Gold                     |                 | 11 aprile 1989    |                 |
| 30  | The Visit                      |                 | 13 aprile 1989    |                 |
| 31  | One for the Ladies             |                 | 18 aprile 1989    |                 |
| 32  | No Shelter                     |                 | 20 aprile 1989    |                 |
| 33  | Out to Lunch                   |                 | 25 aprile 1989    |                 |
| 34  | Free Wheel                     |                 | 27 aprile 1989    |                 |
| 35  | Only a Bit of Thieving         |                 | 2 maggio 1989     |                 |
| 36  | Communications                 |                 | 4 maggio 1989     |                 |
| 37  | Silver Lining                  |                 | 9 maggio 1989     |                 |
| 38  | Suffocation Job                |                 | 11 maggio 1989    |                 |
| 39  | Mickey Would Have Wanted It    |                 | 16 maggio 1989    |                 |
| 40  | Blood Ties                     |                 | 19 maggio 1989    |                 |
| 41  | You'll Be Back                 |                 | 23 maggio 1989    |                 |
| 42  | Fort Apache - Sun Hill         |                 | 25 maggio 1989    |                 |
| 43  | Waste                          |                 | 30 maggio 1989    |                 |
| 44  | The Strong Survive             |                 | 1º giugno 1989    |                 |
| 45  | Loving Care                    |                 | 6 giugno 1989     |                 |
| 46  | Back on the Streets            |                 | 8 giugno 1989     |                 |
| 47  | FAT'AC                         |                 | 13 giugno 1989    |                 |
| 48  | Somewhere by Chance            |                 | 15 giugno 1989    |                 |
| 49  | A Quiet Life                   |                 | 20 giugno 1989    |                 |
| 50  | Tom Tiddler's Ground           |                 | 22 giugno 1989    |                 |
| 51  | Make My Day                    |                 | 27 giugno 1989    |                 |
| 52  | Provocation                    |                 | 29 giugno 1989    |                 |
| 53  | Overspend                      |                 | 4 luglio 1989     |                 |
| 54  | Between Friends                |                 | 6 luglio 1989     |                 |
| 55  | Traffic                        |                 | 11 luglio 1989    |                 |
| 56  | The Sacred Seal                |                 | 13 luglio 1989    |                 |
| 57  | Subsequent Visits              |                 | 18 luglio 1989    |                 |
| 58  | User Friendly                  |                 | 20 luglio 1989    |                 |
| 59  | Don't Like Mondays             |                 | 25 luglio 1989    |                 |
| 60  | Pick Up                        |                 | 27 luglio 1989    |                 |
| 61  | Kidding                        |                 | 1º agosto 1989    |                 |
| 62  | Black Spot                     |                 | 3 agosto 1989     |                 |
| 63  | Taken for a Ride               |                 | 8 agosto 1989     |                 |
| 64  | Time Out                       |                 | 10 agosto 1989    |                 |
| 65  | Leaving                        |                 | 15 agosto 1989    |                 |
| 66  | Street Games and Board Games   |                 | 17 agosto 1989    |                 |
| 67  | Pressure                       |                 | 22 agosto 1989    |                 |
| 68  | A Little Knowledge             |                 | 24 agosto 1989    |                 |
| 69  | Pathways                       |                 | 29 agosto 1989    |                 |
| 70  | Seen to Be Done                |                 | 31 agosto 1989    |                 |
| 71  | Tulip                          |                 | 5 settembre 1989  |                 |
| 72  | Nothing But the Truth          |                 | 7 settembre 1989  |                 |
| 73  | It's Not Majorca               |                 | 12 settembre 1989 |                 |
| 74  | Mending Fences                 |                 | 14 settembre 1989 |                 |
| 75  | Exit Lines                     |                 | 19 settembre 1989 |                 |
| 76  | That Old Malarkey              |                 | 21 settembre 1989 |                 |
| 77  | Greig versus Taylor            |                 | 26 settembre 1989 |                 |
| 78  | Tottering                      |                 | 28 settembre 1989 |                 |
| 79  | I Counted Them All Out         |                 | 3 ottobre 1989    |                 |
| 80  | Zigzag                         |                 | 5 ottobre 1989    |                 |
| 81  | A Matter of Trust              |                 | 10 ottobre 1989   |                 |
| 82  | The Tourist Trap               |                 | 12 ottobre 1989   |                 |
| 83  | The One That Got Away          |                 | 17 ottobre 1989   |                 |
| 84  | Found Offending                |                 | 19 ottobre 1989   |                 |
| 85  | All Part of the Job            |                 | 24 ottobre 1989   |                 |
| 86  | In the Cold                    |                 | 26 ottobre 1989   |                 |
| 87  | Just a Little Run Around       |                 | 31 ottobre 1989   |                 |
| 88  | A Fair Appraisal               |                 | 2 novembre 1989   |                 |
| 89  | Visitors                       |                 | 7 novembre 1989   |                 |
| 90  | Private Wars                   |                 | 9 novembre 1989   |                 |
| 91  | Feasting with Panthers         |                 | 14 novembre 1989  |                 |
| 92  | By the Book                    |                 | 16 novembre 1989  |                 |
| 93  | Beer and Bicycles              |                 | 21 novembre 1989  |                 |
| 94  | Grace of God                   |                 | 23 novembre 1989  |                 |
| 95  | Just Another Day               |                 | 28 novembre 1989  |                 |
| 96  | Gone Fishing                   |                 | 30 novembre 1989  |                 |
| 97  | Early Bird                     |                 | 5 dicembre 1989   |                 |
| 98  | Just for the Crack             |                 | 7 dicembre 1989   |                 |
| 99  | Woman in Brown                 |                 | 12 dicembre 1989  |                 |
| 100 | Speaking Freely                |                 | 14 dicembre 1989  |                 |
| 101 | The Return of the Prodigal Son |                 | 19 dicembre 1989  |                 |
| 102 | Chinese Whispers               |                 | 21 dicembre 1989  |                 |
| 103 | Powers of Exclusion            |                 | 26 dicembre 1989  |                 |
| 104 | Saturday Night Fever           |                 | 28 dicembre 1989  |                 |